# Назви зір
В астрономії зорі мають багато різних позначень і назв, зокрема каталожні позначення, сучасні та історичні власні назви, а також назви іноземними мовами. Лише мізерна частка відомих зір має власні назви; усі інші мають лише позначення в різних каталогах або списках, чи взагалі не мають ідентифікатора.
Гіппарх у II ст. до н. е. нарахував близько 850 зір, видимих неозброєним оком. Йоганн Баєр у 1603 році перерахував приблизно вдвічі більше. Лише в XIX ст. в зоряних каталогах з'явився остаточний перелік зір, видимих неозброєним оком. Каталог яскравих зір — зоряний каталог, що містить усі зорі з видимою зоряною величиною 6,5 або більше, тобто, практично всі зорі, видимі неозброєним оком із Землі, — налічує 9096 зір. Найоб'ємніші сучасні каталоги налічують близько мільярда зір, з приблизно 200—400 мільярдів у Чумацькому Шляху.
Власні назви можуть бути історичними, часто транслітерованими з арабських або китайських назв. Транслітерація може бути різною, тому може існувати кілька варіантів написання. Менша кількість назв з'явилася в часи Середньовіччя, а деякі з них — і  пізніше, наприклад, Суалоцін для α Дельфіна чи Наві для γ Кассіопеї.
Міжнародний астрономічний союз (МАС) розпочав процес відбору та формалізації унікальних власних назв для найяскравіших зір, видимих неозброєним оком, та інших зір, що становлять суспільний інтерес. Для МАС назва означає (зазвичай розмовний) термін, який використовується для позначення зорі в повсякденній мові, тоді як «позначення є виключно буквено-цифровим» і використовується майже виключно в офіційних каталогах і в професійній астрономії. Багато назв і деякі позначення, що використовуються сьогодні, були успадковані з часів, коли ще не існувало МАС. Інші позначення постійно додаються. Станом на початок 2019 року МАС схвалив власні назви понад 300 зір, здебільшого найяскравіших, видимих неозброєним оком.

## Власні назви

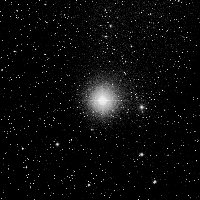
Зоря Альфераз

Кількасот найяскравіших зір мали традиційні назви, більшість із яких походять з арабської мови, менше — з латини. Однак із цими назвами існувала низка проблем:
- Написання часто не було стандартизованим (Алмач або Алмаач або Алмак або Аламак)
- Багато зір мали більше однієї назви з приблизно однаковою популярністю (Мірфак або Альгеніб або Алхеб; Регор або Сухайль аль-Мухліф; Алькайд або Бенетнаш; Джемма або Альфека; Альфераз і Сірра).
- Через неточність старих зоряних каталогів не завжди було зрозуміло, якій саме зорі в сузір'ї відповідає та чи інша назва (наприклад, Альніят могла стосуватися як сигми Скорпіона так і тау Скорпіона).
- Деякі зорі в різних сузір'ях мали однакові назви: Альгеніб у Персеї та Альгеніб у Пегасі; Гієна в Лебеді та Гієна Ворона, Альнаїр у Грусі[прояснити] та Альнаїр у Центаврі.

У 2016 році МАС організував Робочу групу зоряних назв (WGSN) для каталогізації та стандартизації власних назв зір. Перший бюлетень WGSN від липня 2016 року містив таблицю назв для 125 зір, схвалених WGSN 30 червня і 20 липня 2016 року, а також назви зір, розглянуті й ухвалені Робочою групою Виконавчого комітету МАС з публічних назв планет і супутників планет під час компанії «Назви екзопланети» у 2015 році (разом із чотирма традиційними назвами: Айн, Едасіх, Альраї і Фомальгаут), які теж були схвалені WGSN. Наступні партії назв були схвалені 21 серпня, 12 вересня, 5 жовтня і 6 листопада 2016 року. Вони були перераховані в таблиці зі 102 зір, включених до другого бюлетеня WGSN за листопад 2016 року. Подальші доповнення зробили 1 лютого 2017 року (13 нових назв зір), 30 червня 2017 року (29), 5 вересня 2017 року (41), 17 листопада 2017 року (3) і 1 червня 2018 року (17). Усі 330 назв включено до Списку ухвалених МАС зоряних назв, який оновили 1 червня 2018 року (із незначними виправленнями опубліковано 11 червня 2018 року).
На практиці назви повсюдно вживаються лише для найяскравіших зір (Сіріус, Арктур, Вега тощо) і для невеликої кількості трохи тьмяніших, але «цікавих» зір (Алголь, Полярна зоря, Міра тощо). Для інших зір, видимих неозброєним оком, надають перевагу позначенням Баєра або Флемстида.
Окрім традиційних назв, невелика кількість «цікавих» зір має сучасні англійські назви. Наприклад, дві зорі другої зоряної величини, α Павича й ε Кіля, отримали власні назви Пікок і Авіор (англ. Avior) в 1937 році, під час укладання навігаційного альманаху для Королівських військово-повітряних сил. Із 57 зір, включених цього альманаху, дві не мали назви, а представники військових наполягали, що у всіх навігаційних зір власні назви мають бути, тому для них такі назви придумали. Ці назви затверджені робочою групою МАС.
На формування назв значний вплив справила книга Р. Х. Аллена «Назви зір і їх значення» (1899):
- У ній перелічено багато ассирійських/вавилонських і шумерських назв зір, знайдених під час археологічних розкопок, і деякі з них (наприклад, Саргас і Нункі) були згодом схвалені робочою групою МАС.
- У ній також перелічено багато китайських назв зір (наприклад, Cih, псевдонім Tsih), хоча вони не увійшли до загального вжитку.

### Зорі, названі на честь людей
Кілька зір названо на честь окремих осіб. Здебільшого це загальновживані імена, які в певний момент були сприйняті науковою спільнотою. Першим таким прикладом (якщо не брати до уваги персонажів міфології) була Серце Карла (α CVn), названа у XVII столітті на честь англійського короля Карла I. Решту здебільшого названо на честь астрономів, які їх досліджували. Найвідомішою серед них, мабуть, є зоря Барнарда — вона має найбільший власний рух серед усіх зір і тому є помітною, хоча вона надто слабка, щоб її можна було побачити неозброєним оком. Інші приклади — зоря Каптейна, зоря Тігардена, зоря Іннеса, зоря Людвіга, зоря Пшибильського і зоря Таббі
У 2014/15 і 2019 рр.  Міжнародний астрономічний союз провів два конкурси NameExoWorlds, щоб дати назви екзопланетам та їхнім материнським зорям. У результаті кілька зір назвали на честь людей, зокрема, Сервантес для μ Жертовника, Коперник для 55 Рака е і Росаліадекастро (HD 149143) на честь письменниці Розалії де Кастро.

## Позначення в каталогах
За відсутності кращого способу позначення зорі зазвичай використовують каталожні позначення. Для цього використовують багато зоряних каталогів.

### За сузір'ями
Перші сучасні схеми позначення зір систематично позначали їх у межах своїх сузір'їв.
- Такою системою є система Баєра, опублікована Йоганном Баєром у 1603 році[13]. Вона запровадила систему позначення найяскравіших зір у кожному сузір'ї за допомогою грецьких (рідше латинських) літер і досі широко застосовується. Баєр зазвичай призначав літери за яскравістю в сузір'ї: яскравіші зорі позначалися першими літерами абетки, за ними йшли тьмяніші, хоча з цього правила є багато винятків. Початковий список позначень Баєра містив 1 564 зорі, видимі неозброєним оком, і кілька зір, не занесених до каталогу Баєра, були додані наступними астрономами[14].
- У позначенні Флемстида зорі також перераховані за сузір'ями, але за номерами, а не за літерами, і впорядковані за зростанням прямого піднесення, а не за зменшенням блиску. Ці номери присвоїв не сам Флемстид, а французький астроном Ж. Ж. Лаланд у французькому виданні каталогу Фламстида, опублікованому в 1783 році.
- Для зір, видимих тільки з південної півкулі, позначення запровадив Бенджамін Гульд (1879). Він також нумерував зорі в сузір'ях за зростанням прямого піднесення.
- Гевелій і Боде нумерували зорі в сузір'ях однаково. Їхні системи позначень вийшли з ужитку, хоча зараз їх іноді помилково трактують як позначення Флемстида.

### Каталоги повного неба
У каталогах усього зоряного неба, що мали на меті перелічити всі зорі з видимою зоряною величиною, більшою за якусь визначену, зорі почали позначати незалежно від сузір'їв.
- У «Французькій історії» (1801) перераховано 47 390 зір до 9-ї зоряної величини.
- Боннський каталог зір (1859) був найповнішим каталогом зір, складеним без допомоги фотографії. У ньому перелічено 320 000 північних зір, доповнених Кордовським каталогом (1892) і Капським фотографічним каталогом (1896).
- Каталог Генрі Дрейпера (1924) містив 225 300 зір до 10-ї зоряної величини, а в 1949 році він був розширений до 359 083. Числа HD продовжують широко використовуватися для позначення зір, які не мають позначень Флемстида або Баєра.
- Каталог яскравих зір 1930 року містив усі зорі, яскравіші за 6-ту зоряну величину. У 1983 році він був доповнений зорями до зоряної величини 7,1.
- Астрографічний каталог був складений між 1891 і 1950 роками з метою переліку всіх зір до 11-ї зоряної величини, у результаті чого було складено список з 4,6 мільйона зір. Він продовжує розвиватися і зараз перебуває під контролем Військово-морської обсерваторії США.
- Каталог USNO-B1.0 містить понад мільярд об'єктів, і також перебуває на стадії постійного розвитку у Військово-морській обсерваторії США.
- Онлайновий «Каталог опорних зір» 2008 року містив 945 мільйонів зір до 21-ї зоряної величини.

### Позначення змінних зір
Змінні зорі, які не мають позначень Баєра, позначають за окремою системою:
1. спочатку великі латинські літери від R до Z, за якими йде назва сузір'я (приклад — W Діви)
2. потім — парами латинських літер із подальшою назвою сузір'я (наприклад, RR Ліри; так можна позначити 334 зорі на сузір'я),
3. а далі — літерою V з числом, починаючи з 335 (наприклад, V4650 Стрільця).

Багато змінних зір також мають позначення в інших каталогах.

## Торгівля зоряними назвами ненауковими організаціями
Права на присвоєння назв зір не продаються ні через МАС, ні через чи жодну іншу наукову організацію. Натомість назви зір обираються на некомерційній основі невеликою кількістю міжнародних організацій астрономів, науковців та реєстраційних органів, які присвоюють імена, що складаються, як правило, з грецької літери, за якою йде назва сузір'я зорі, або, рідше, на основі давньої традиційної назви.
Однак існує низка ненаукових компаній, які пропонують присвоювати зорям персоналізовані псевдоніми у власних приватних каталогах. Ці імена використовуються лише цією компанією і доступні для перегляду лише на їхньому вебсайті або на придбаних товарах. Назви комерційних організацій не визнаються астрономічною спільнотою або конкуруючими компаніями, що займаються тим же. Департамент у справах захисту прав споживачів Нью-Йорка видав повідомлення про порушення проти компаній, які стверджували, що продають зорі або права на присвоєння їм імен. Опитування, проведене астрономами-аматорами, виявило, що трохи більше половини споживачів все одно хотіли б «назвати зорю» за допомогою ненаукової компанії, яка надає зорям назви, навіть якби їх попередили або поінформували про те, що така назва не визнається астрономічною спільнотою.